# Orsara Bormida
Orsara Bormida est une commune de la province d'Alexandrie dans le Piémont en Italie.

## Géographie
Orsara Bormida est située sur la rive droite de la Bormida.

## Administration
| Période                                  | Période  | Identité      | Étiquette | Qualité |
| ---------------------------------------- | -------- | ------------- | --------- | ------- |
| 16 juin 2004                             | En cours | Roberto Vacca |           |         |
| Les données manquantes sont à compléter. |          |               |           |         |

### Hameaux
San Quirico, Moglia, Piano, Uvallare

### Communes limitrophes
Montaldo Bormida, Morsasco, Rivalta Bormida, Strevi, Trisobbio